# Nickelodeon Movies
Nickelodeon Movies ist ein US-amerikanisches Kinofilm-Produktionsunternehmen und seit 2017 eine Abteilung von Paramount Players, einer Abteilung von Paramount Pictures. Nickelodeon Movies wurde 1995 als der Filmproduktionszweig für Nickelodeon Filmprojekte gegründet.

## Geschichte
Ursprünglich 1995 als Teil von Nickelodeon gegründet, sollte das Unternehmen zunächst für das Fernsehnetwork Kinofilme mit Zusammenhang zu Nickelodeon-Serien produzieren. Dabei wurden zunächst Kinofilme zu bestehenden Fernsehserien produziert, später drehte man dann auch Filme, zu denen erst nach Erfolg Fernsehserien entstanden (z. B. Jimmy Neutron, Barnyard). Auch andere Adaptionen und eigenständige Projekte wurden realisiert, wobei die meisten Filme Kinderfilme sind.
Bis heute hat Nickelodeon Movies keinen Film eigenständig produziert, bei den meisten Projekten war auch Paramount Pictures als Produzent oder Verleiher beteiligt. Im Rahmen der Umstrukturierung von Mutterkonzern Viacom 2005/2006, wurde Nickelodeon Movies – genauso wie MTV Films – im August 2006 Teil der Paramount Motion Pictures Group.
Besonders ab 2004 und dem Erscheinen des SpongeBob Schwammkopf Films konnte Nickelodeon Movies einige größere Erfolge an den Kinokassen erzielen. Rango erhielt 2012 den Oscar für den besten animierten Spielfilm, der in den umliegenden Jahren stets von Disney- oder Dreamworks-Produktionen gewonnen wurde. Im selben Jahr gewann Die Abenteuer von Tim und Struppi als erster Nicht-Pixar-Film den Golden Globe für den besten Animationsfilm. Der Erfolg dieser Filme führte zur Entscheidung, mit Paramount Animation ein eigenes Animationsstudio zu gründen. In Zusammenarbeit mit Nickelodeon Movies hat dieses im Jahre 2015 mit SpongeBob Schwammkopf 2 seinen ersten Film herausgebracht; gefolgt von den Filmen Monster Trucks und Willkommen im Wunder Park. Darüber hinaus wurde 2014 eine Realverfilumg der Teenage Mutant Ninja Turtles veröffentlicht, von der 2016 eine Fortsetzung erschien.

## Filme (Auswahl)
Für eine vollständige Liste siehe den IMDb-Link unten.
- 1996: Harriet, die kleine Detektivin (Harriet the Spy)
- 1997: Good Burger – Die total verrückte Burger Bude (Good Burger)
- 1998: Rugrats – Der Film (Rugrats – The Movie)
- 2000: Schneefrei (Snow Day)
- 2000: Rugrats in Paris – Der Film (Rugrats in Paris: The Movie)
- 2001: Jimmy Neutron – Der mutige Erfinder (Jimmy Neutron, Boy Genius)
- 2002: Hey Arnold! – Der Film (Hey Arnold! – The Movie)
- 2002: Abenteuer der Familie Stachelbeere (The Wild Thornberries Movie)
- 2002: Clockstoppers
- 2003: Die Rugrats auf Achse (Rugrats Go Wild!)
- 2004: Der SpongeBob Schwammkopf Film (The SpongeBob SquarePants Movie)
- 2004: Lemony Snicket – Rätselhafte Ereignisse (Lemony Snicket’s a Series of Unfortunate Events)
- 2005: Deine, meine & unsere (Yours, Mine and Ours)
- 2006: Der tierisch verrückte Bauernhof (Barnyard)
- 2006: Nacho Libre
- 2006: Schweinchen Wilbur und seine Freunde (Charlotte’s Web)
- 2008: Die Geheimnisse der Spiderwicks (The Spiderwick Chronicles)
- 2008: Frontalknutschen (Angus, Thongs, and Perfect Snogging)
- 2009: Das Hundehotel (Hotel for Dogs)
- 2009: Zuhause ist der Zauber los (Imagine That)
- 2010: Die Legende von Aang (The Last Airbender)
- 2011: Rango (Rango)
- 2011: Die Abenteuer von Tim und Struppi – Das Geheimnis der Einhorn (The Adventures of Tintin)
- 2012: Fun Size – Süßes oder Saures (Fun Size)
- 2014: Teenage Mutant Ninja Turtles (Teenage Mutant Ninja Turtles)
- 2015: SpongeBob Schwammkopf 3D (The SpongeBob Movie: Sponge Out of Water)
- 2016: Teenage Mutant Ninja Turtles: Out of the Shadows (Teenage Mutant Ninja Turtles: Out of the Shadows)
- 2017: Monster Trucks
- 2019: Willkommen im Wunder Park (Wonder Park)
- 2019: Dora und die goldene Stadt (Dora and the Lost City of Gold)
- 2020: Chaos auf der Feuerwache (Playing with Fire)
- 2020: SpongeBob Schwammkopf: Eine schwammtastische Rettung (The SpongeBob Movie: Sponge on the Run)
- 2020: Die bunte Seite des Monds (Over the Moon)
- 2021: Paw Patrol – Der Kinofilm (PAW Patrol: The Movie)
- 2021: Willkommen bei den Louds – Der Film (The Loud House Movie)
- 2021: The J Team
- 2023: Zoey 102
- 2023: Paw Patrol – Der Mighty Kinofilm (PAW Patrol: The Mighty Movie)
- 2023: Good Burger 2
- 2024: Rückkehr der Thundermans (The Thundermans Return)

## Frühere Logos

Logo von 1998 bis 2002
Logo von 2000 bis 2008
Logo von 2008 bis 2009 und zwischenzeitlich 2023 erneut verwendet
Logo von 2009 bis 2019
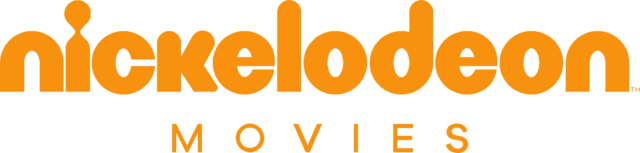
Logo von 2019 bis 2020